# Pongycarcinia xiphidiourus
Pongycarcinia xiphidiourus is een pissebed uit de familie Calabozoidae. De wetenschappelijke naam van de soort is voor het eerst geldig gepubliceerd in 2002 door Messana, Baratti & Benvenuti.